# Poljaci u Urugvaju
Poljaci u Urugvaju osobe su u Urugvaju s punim, djelomičnim, ili većinskim poljskim podrijetlom, ili u Poljskoj rođene osobe s prebivalištem u Urugvaju.
Prvi Poljaci su u Urugvaj došli krajem 19. stoljeća. Prema popisu stanovništva iz 2011. godine, u Urugvaju je 497 osoba je kao svoju zemlju rođenja navelo Poljsku. Ipak, prema nekim drugim izvorima, u Urugvaju se oko 5.000 stanovnika izjašnava Poljacima.
Velika većina Poljaka u Urugvaju pripada Rimokatoličkoj Crkvi. U Urugvaju također postoji manja zajednica Poljaka Židova koji su u Urugvaju došli u isto vrijeme kad i katolički dio poljskog iseljeništva u Urugvaju.
Poljaci u Urugvaju imaju dvije važne ustanove: Poljsku zajednicu "Maršal Joseph Pilsudsky" (špa. Sociedad Polonesa Mariscal José Pilsudski), osnovanu 1915. godine, i Urugvajko-poljsku uniju (špa. Unión Polono Uruguaya), osnovanu 1935. Obje zajednice povezane su s USPOAL-om.

## Poznate osobe
- José Serebrier, skladatelj i dirigent.
- Lucía Topolansky, političarka (senatorica i Prva dama), žena bivšeg predsjednika Joséa Mujice
- Eduardo Dluzniewski, nogometni sudac
- Daniel Hendler, filmski umjetnik, filmski, katališni i televzijski glumac (poljski Židov)[4]
- Francisco Majewski, nogometaš
- Daniel Fedorczuk, nogometni sudac